# Rich Text Format
RTF, zkratka za Rich Text Format, je proprietární, Microsoftem vyvinutý, na platformě nezávislý formát souboru pro uložení textu, který obsahuje co největší množinu formátovacích příkazů. Vznikl v roce 1987. Pomocí tohoto formátu je obecně možné vyměňovat dokumenty s jednoduchým formátováním mezi různými textovými procesory. Zachování vzhledu a formátování dokumentu je závislé od implementované verze formátu RTF a od podpory jednotlivých vlastností formátu v jednotlivých aplikacích. Dokumenty obsahující kresby (drawing object), komentáře (annotations), vložené fonty, OLE objekty nebo některé formáty obrázků se mohou zobrazit chybně v různých aplikacích. Na rozdíl od většiny binárních a vlastních formátů souborů textových procesorů je RTF čitelný i v prosté textové podobě (po otevření v textovém editoru), tedy jeho obsah vypadá jako zvláštní text ASCII, nikoliv jako změť nesmyslných znaků.

## Příklad
```
{\rtf1\ansi{\fonttbl\f0\fswiss Helvetica;}\f0\pard
Toto je {\b tu\u269cn\u253y} text.\par
}
```

se zobrazí takto:
| Toto je tučný text. |